# رضایا
امیررضا طاری (زادهٔ ۱۶ تیر ۱۳۶۶) که با نام هنری رضایا در سبک ار اند بی (R&B)شناخته می‌شود، خواننده، آهنگساز و ترانه‌سرای اهل ایران است.

## فعالیت هنری
وی کار خود را از نوجوانی آغاز کرد و پس از جدی شدن فعالیت‌هایش از ساری به تهران کوچ کرد. در سال ۱۳۸۵ نامش با آهنگ «نازگل» (با همراهی آرمین ۲ای‌اف‌ام و شاهین فلاکت) بر سر زبان‌ها افتاد. رضایا همچنین با امیر تتلو، حسین تهی، اردلان طعمه و سپهر خلسه نیز همخوانی داشته‌است.
او تحصیلات دانشگاهی خود را در رشتهٔ موسیقی گذرانده است.

## دریافت مجوز
رضایا که ۱۵ سال به صورت زیرزمینی کار کرده بود سرانجام مجوز فعالیت رسمی خود را از وزارت فرهنگ و ارشاد اسلامی دریافت کرد و اولین آهنگ مجوزدار وی به نام  «منو آروم کن» را در تاریخ ۲ اردیبهشت ۱۴۰۰ منتشر کرد. 

## ترانه شناسی

### تک‌آهنگ‌ها
1. نازنین (۱۳۸۵)
2. غیر مستقیم (۱۳۸۵)
3. نازگل (۱۳۸۵)
4. همدم (با مهشاد) (۱۳۸۶)
5. تو مال من بودی (با آرمین ۲ای‌اف‌ام) (۱۳۸۶)
6. دلبر (با امیر تتلو، آرمین ۲ای‌اف‌ام و اردلان طعمه) (۱۳۸۷)
7. ایول (با تتلو، آرمین ۲ای‌اف‌ام و اردلان طعمه) (۱۳۸۷)
8. رو نروه (۱۳۸۷)
9. تبسم (۱۳۸۷)
10. سوت و کور (۱۳۸۷)
11. جفت شیش (۱۳۸۸)
12. عادت (۱۳۸۸)
13. تو عوض نمی‌شی (۱۳۸۸)
14. تو خوبی (۱۳۸۸)
15. کجا دنبالت بگردم (۱۳۸۹)
16. بازنده (۱۳۸۹)
17. فرشته (۱۳۸۹)
18. دیوونه (۱۳۸۹)
19. دیوونه (ریمیکس) (۱۳۸۹)
20. نگرانم نباش (۱۳۹۰)
21. هدف (۱۳۹۰)
22. هدف ریمیکس (۱۳۹۱)
23. مریضی (۱۳۹۱)
24. خواب (۱۳۸۵)
25. افسانه می‌شم (۱۳۹۲)
26. داره می‌ره (۱۳۹۲)
27. یه جای تازه (۱۳۹۲)
28. یه جای تازه ریمیکس (۱۳۹۲)
29. تو مال من بودی ریمیکس (۱۳۹۳)
30. خوش به حالت (۱۳۹۳)
31. نخند به من (۱۳۹۳)
32. مانلی (۱۳۹۴)
33. فقط بعضی وقتا (۱۳۹۴)
34. فک کردی چه خبره (۱۳۹۴)
35. ما (۱۳۹۵)
36. با همه فرق داشت (۱۳۹۵)
37. لطفاً دوباره (۱۳۹۵)
38. باید صبر کرد (۱۳۹۵)
39. تا دیر نشده (۱۳۹۵)
40. خبر با تو (۱۳۹۶)
41. دوراتو می‌زنی (۱۳۹۶)
42. امشب تو خیابون (۱۳۹۷)
43. منطقی (با سپهر خلسه) (۱۳۹۷)
44. منو آروم کن (۱۴۰۰)
45. غرق میشم
46. این بده
47. پرواز
48. همیشه
49. مال تو

۵۰ .اسمت هست

### نماهنگ‌ها
- نازگل
- نازنین
- بهونه
- تو عوض نمی‌شی
- دیوونه ریمیکس
- بازنده
- هدف
- داره می‌ره
- خوش به حالت
- فقط بعضی وقتا
- یه جای تازه
- با همه فرق داشت

### تیزر ها
منو آروم کن (۱۴۰۰)
پرواز (۱۴۰۱)